# Cúp bóng đá châu Á 2015 (Bảng A)
Dưới đây là thông tin chi tiết về các trận đấu trong khuôn khổ bảng A của Cúp bóng đá châu Á 2015, là một trong bốn bảng đấu thuộc Cúp bóng đá châu Á 2015. Trận đầu tiên của bảng sẽ diễn ra vào ngày 9 – 10 tháng 1, trận đấu thứ 2 vào ngày 13 tháng 1, và trận đấu cuối cùng được đá vào ngày 17 tháng 1. Tất cả sáu bảng đấu sẽ được đá tại các sân vận động ở Úc. Bảng đấu gồm có đội chủ nhà Úc, bảng đấu này còn có sự góp mặt của ba đội Hàn Quốc, Oman và Kuwait.

## Các đội bảng A
| Vị trí | Đội tuyển | Tư cách qua vòng loại   | Ngày vượt vòng loại  | Số lần tham dự | Lần tham dự gần nhất | Thành tích tốt nhất    | Xếp hạng FIFA    | Xếp hạng FIFA   |
| Vị trí | Đội tuyển | Tư cách qua vòng loại   | Ngày vượt vòng loại  | Số lần tham dự | Lần tham dự gần nhất | Thành tích tốt nhất    | tháng 3 năm 2014 | Bắt đầu sự kiện |
| ------ | --------- | ----------------------- | -------------------- | -------------- | -------------------- | ---------------------- | ---------------- | --------------- |
| A1     | Úc        | Chủ nhà                 | 5 tháng 1 năm 2011   | 3              | 2011                 | Á quân (2011)          | 63               | 100             |
| A2     | Hàn Quốc  | Cúp bóng đá châu Á 2011 | 28 tháng 1 năm 2011  | 13             | 2011                 | Vô địch (1956, 1960)   | 60               | 69              |
| A3     | Oman      | Nhất bảng A             | 19 tháng 11 năm 2013 | 3              | 2007                 | Vòng bảng (2004, 2007) | 81               | 93              |
| A4     | Kuwait    | Nhì bảng B              | 19 tháng 11 năm 2013 | 10             | 2011                 | Vô địch (1980)         | 110              | 125             |

Ghi chú
1. ↑  Các bảng xếp hạng của tháng 3 năm 2014 đã được sử dụng để giao cho trận chung kết.

## Thứ hạng
| VT | Đội      | ST | T | H | B | BT | BB | HS | Đ | Giành quyền tham dự                     |
| -- | -------- | -- | - | - | - | -- | -- | -- | - | --------------------------------------- |
| 1  | Hàn Quốc | 3  | 3 | 0 | 0 | 3  | 0  | +3 | 9 | Giành quyền vào vòng đấu loại trực tiếp |
| 2  | Úc (H)   | 3  | 2 | 0 | 1 | 8  | 2  | +6 | 6 | Giành quyền vào vòng đấu loại trực tiếp |
| 3  | Oman     | 3  | 1 | 0 | 2 | 1  | 5  | −4 | 3 |                                         |
| 4  | Kuwait   | 3  | 0 | 0 | 3 | 1  | 6  | −5 | 0 |                                         |

Trong trận đấu vòng tứ kết:
- Hàn Quốc sẽ đá với Uzbekistan (nhì bảng B).
- Úc sẽ đá với Trung Quốc (nhất bảng B).

## Các trận đấu

### Úc v Kuwait
| Úc                                                                 | 4–1      | Kuwait       |
| ------------------------------------------------------------------ | -------- | ------------ |
| Cahill 32' · M. Luongo 44' · Jedinak 62' (ph.đ.) · J. Troisi 90+2' | Chi tiết | H. Fadhel 8' |

| Úc | Kuwait |

| GK                      | 1  | Mathew Ryan        |  |     |
| RB                      | 2  | Ivan Franjic       |  |     |
| CB                      | 20 | Trent Sainsbury    |  |     |
| CB                      | 6  | Matthew Spiranovic |  |     |
| LB                      | 13 | Aziz Behich        |  |     |
| DM                      | 15 | Mile Jedinak (c)   |  |     |
| CM                      | 21 | Massimo Luongo     |  | 84' |
| CM                      | 14 | James Troisi       |  |     |
| RW                      | 7  | Matthew Leckie     |  |     |
| LW                      | 10 | Robbie Kruse       |  | 72' |
| CF                      | 4  | Tim Cahill         |  | 65' |
| Vào thay người:         |    |                    |  |     |
| FW                      | 9  | Tomi Juric         |  | 65' |
| FW                      | 16 | Nathan Burns       |  | 72' |
| MF                      | 23 | Mark Bresciano     |  | 84' |
| Huấn luyện viên trưởng: |    |                    |  |     |
| Ange Postecoglou        |    |                    |  |     |

| GK                      | 23 | Hameed Youssef        |     |     |
| RB                      | 5  | Fahed Al Hajri        |     |     |
| CB                      | 4  | Hussain Fadhel        | 19' | 57' |
| CB                      | 13 | Musaed Neda (c)       |     |     |
| LB                      | 6  | Khaled Al Qahtani     |     | 75' |
| DM                      | 11 | Fahad Al Ansari       |     |     |
| CM                      | 8  | Saleh Al Sheikh       |     |     |
| CM                      | 12 | Sultan Al Enezi       |     |     |
| RW                      | 21 | Ali Maqseed           |     |     |
| LW                      | 16 | Faisal Zaid           | 47' |     |
| CF                      | 10 | Abdulaziz Al Misha'an |     | 64' |
| Vào thay người:         |    |                       |     |     |
| DF                      | 2  | Amer Al Fadhel        |     | 57' |
| MF                      | 20 | Yousef Nasser         |     | 64' |
| FW                      | 17 | Bader Al-Mutawa       |     | 75' |
| Huấn luyện viên trưởng: |    |                       |     |     |
| Nabil Maâloul           |    |                       |     |     |

| Cầu thủ xuất sắc nhất trận: Massimo Luongo (Úc) Trợ lý trọng tài: Abdukhamidullo Rasulov (Uzbekistan) Bakhadyr Kochkarov (Kyrgyzstan) Trọng tài bàn: Mohd Amirul Izwan Yaacob (Malaysia) Trọng tài giám sát: Mohd Yusri Muhamad (Malaysia) |

### Hàn Quốc v Oman
| Hàn Quốc              | 1–0      | Oman |
| --------------------- | -------- | ---- |
| Cho Young-Cheol 45+2' | Chi tiết |      |

| Hàn Quốc | Oman |

| GK                      | 23 | Kim Jin-Hyeon     |  |     |
| RB                      | 2  | Kim Chang-Soo     |  | 19' |
| CB                      | 4  | Kim Ju-young      |  |     |
| CB                      | 20 | Jang Hyun-Soo     |  |     |
| LB                      | 3  | Kim Jin-Su        |  |     |
| DM                      | 6  | Park Joo-Ho       |  |     |
| CM                      | 7  | Son Heung-Min     |  |     |
| CM                      | 16 | Ki Sung-Yueng (c) |  |     |
| RW                      | 13 | Koo Ja-Cheol      |  |     |
| LW                      | 17 | Lee Chung-Yong    |  | 78' |
| CF                      | 9  | Cho Young-Cheol   |  | 71' |
| Vào thay người:         |    |                   |  |     |
| DF                      | 22 | Cha Du-Ri         |  | 19' |
| FW                      | 18 | Lee Jung-Hyup     |  | 71' |
| MF                      | 23 | Han Kyo-Won       |  | 78' |
| Huấn luyện viên trưởng: |    |                   |  |     |
| Uli Stielike            |    |                   |  |     |

| GK                      | 1  | Ali Al-Habsi (c)     |     |     |
| RB                      | 2  | Mohammed Al-Musalami |     |     |
| CB                      | 3  | Jaber Al-Owaisi      |     | 73' |
| CB                      | 13 | Abdul Al-Mukhaini    |     |     |
| LB                      | 16 | Ali Al-Busaidi       |     |     |
| CM                      | 8  | Eid Al-Farsi         |     |     |
| CM                      | 12 | Ahmed Al Mahaijri    |     |     |
| RW                      | 6  | Raed Ibrahim Saleh   |     |     |
| LW                      | 7  | Mohammed Al-Siyabi   |     | 86' |
| SS                      | 9  | Abdulaziz Al-Muqbali | 32' |     |
| CF                      | 10 | Qasim Said           |     | 61' |
| Vào thay người:         |    |                      |     |     |
| FW                      | 20 | Amad Al-Hosni        |     | 61' |
| MF                      | 21 | Mohsin Al-Khaldi     |     | 73' |
| FW                      | 23 | Said Al-Ruzaiqi      |     | 86' |
| Huấn luyện viên trưởng: |    |                      |     |     |
| Paul Le Guen            |    |                      |     |     |

| Cầu thủ xuất sắc nhất trận: Koo Ja-Cheol (Hàn Quốc) Trợ lý trọng tài: Jan Hendrik Hintz (New Zealand) Mark Rule (New Zealand) Trọng tài bàn: Yamamoto Yudai (Nhật Bản) Trọng tài giám sát: Najah Raham Alhamaidah (Iraq) |

### Kuwait v Hàn Quốc
| Kuwait | 0–1      | Hàn Quốc        |
| ------ | -------- | --------------- |
|        | Chi tiết | Nam Tae-Hee 36' |

| Kuwait | Hàn Quốc |

| GK                      | 23 | Hameed Youssef        |     |     |
| RB                      | 3  | Fahad Awadh           | 35' |     |
| CB                      | 13 | Musaed Neda (c)       |     |     |
| CB                      | 2  | Amer Al Fadhel        |     |     |
| LB                      | 5  | Fahed Al Hajri        |     |     |
| CM                      | 12 | Sultan Al Enezi       |     | 64' |
| CM                      | 11 | Fahad Al Ansari       |     |     |
| RW                      | 21 | Ali Maqseed           |     |     |
| LW                      | 10 | Abdulaziz Al Misha'an |     |     |
| CF                      | 20 | Yousef Nasser         |     | 76' |
| CF                      | 9  | Abdullah Al Buraiki   |     | 75' |
| Vào thay người:         |    |                       |     |     |
| FW                      | 17 | Bader Al-Mutawa       |     | 64' |
| MF                      | 16 | Faisal Zaid           |     | 75' |
| FW                      | 15 | Faisal Al Enezi       |     | 76' |
| Huấn luyện viên trưởng: |    |                       |     |     |
| Nabil Maâloul           |    |                       |     |     |

| GK                      | 21 | Kim Seung-Gyu     |     |     |
| RB                      | 22 | Cha Du-Ri         | 70' |     |
| CB                      | 20 | Jang Hyun-Soo     | 19' |     |
| CB                      | 19 | Kim Young-Gwon    |     |     |
| LB                      | 3  | Kim Jin-Su        |     |     |
| CM                      | 6  | Park Joo-Ho       |     |     |
| CM                      | 16 | Ki Sung-Yueng (c) |     |     |
| RW                      | 8  | Kim Min-Woo       |     | 76' |
| LW                      | 15 | Lee Myung-Joo     |     | 46' |
| AM                      | 10 | Nam Tae-Hee       | 42' | 86' |
| CF                      | 11 | Lee Keun-Ho       |     |     |
| Vào thay người:         |    |                   |     |     |
| FW                      | 9  | Cho Young-Cheol   |     | 46' |
| FW                      | 18 | Lee Jung-Hyup     |     | 76' |
| MF                      | 14 | Han Kook-Young    |     | 86' |
| Huấn luyện viên trưởng: |    |                   |     |     |
| Uli Stielike            |    |                   |     |     |

| Cầu thủ xuất sắc nhất trận: Abdulaziz Al Misha'an (Kuwait) Trợ lý trọng tài: Reza Sokhandan (Iran) Mohammad Reza Abolfazli (Iran) Trọng tài bàn: Yamamoto Yudai (Nhật Bản) Trọng tài giám sát: Najah Alhamaidah (Iraq) |

### Oman v Úc
| Oman | 0–4      | Úc                                                         |
| ---- | -------- | ---------------------------------------------------------- |
|      | Chi tiết | McKay 27' · Kruse 30' · Milligan 45+3' (ph.đ.) · Jurić 70' |

| Oman | Úc |

| GK                      | 1  | Ali Al-Habsi (c)          |       |     |
| CB                      | 13 | Abdul Al-Mukhaini         | 45+1' |     |
| CB                      | 3  | Jaber Al-Owaisi           |       |     |
| CB                      | 2  | Mohammed Al-Musalami      |       |     |
| RWB                     | 6  | Raed Ibrahim Saleh        |       | 88' |
| LWB                     | 16 | Ali Al-Busaidi            |       | 46' |
| RM                      | 12 | Ahmed Mubarak Al-Mahaijri | 36'   |     |
| CM                      | 8  | Eid Al-Farsi              |       |     |
| LM                      | 21 | Mohsin Al-Khaldi          |       |     |
| CF                      | 9  | Abdulaziz Al-Muqbali      |       |     |
| CF                      | 20 | Amad Al-Hosni             |       | 46' |
| Vào thay người:         |    |                           |       |     |
| MF                      | 4  | Ali Al-Jabri              |       | 46' |
| DF                      | 11 | Amer Said Al-Shatri       |       | 46' |
| DF                      | 15 | Ali Salim Al-Nahar        |       | 88' |
| Huấn luyện viên trưởng: |    |                           |       |     |
| Paul Le Guen            |    |                           |       |     |

| GK                      | 1  | Mathew Ryan        |     |     |
| RB                      | 2  | Ivan Franjic       |     |     |
| CB                      | 20 | Trent Sainsbury    |     |     |
| CB                      | 6  | Matthew Spiranovic | 73' |     |
| LB                      | 3  | Jason Davidson     | 87' |     |
| DM                      | 5  | Mark Milligan      |     |     |
| CM                      | 21 | Massimo Luongo     |     | 51' |
| CM                      | 17 | Matt McKay         |     |     |
| RW                      | 7  | Matthew Leckie     |     | 77' |
| LW                      | 10 | Robbie Kruse       |     |     |
| CF                      | 4  | Tim Cahill (c)     |     | 51' |
| Vào thay người:         |    |                    |     |     |
| FW                      | 9  | Tomi Jurić         |     | 51' |
| MF                      | 23 | Mark Bresciano     |     | 51' |
| MF                      | 11 | Tommy Oar          |     | 77' |
| Huấn luyện viên trưởng: |    |                    |     |     |
| Ange Postecoglou        |    |                    |     |     |

| Cầu thủ xuất sắc nhất trận: Robbie Kruse (Úc) Trợ lý trọng tài: Sagara Toru (Nhật Bản) Nagi Toshiyuki (Nhật Bản) Trọng tài bàn: Muhammad Taqi Al-Jaafari (Singapore) Trọng tài giám sát: Jeffrey Goh (Singapore) |

### Úc v Hàn Quốc
| Úc | 0–1      | Hàn Quốc          |
| -- | -------- | ----------------- |
|    | Chi tiết | Lee Jung-Hyup 32' |

| Úc | Hàn Quốc |

| GK                      | 1  | Mathew Ryan        |     |     |
| RB                      | 2  | Ivan Franjic       |     |     |
| CB                      | 20 | Trent Sainsbury    |     |     |
| CB                      | 6  | Matthew Spiranovic | 78' |     |
| LB                      | 13 | Aziz Behich        |     |     |
| RM                      | 21 | Massimo Luongo     |     |     |
| CM                      | 5  | Mark Milligan (c)  |     |     |
| LM                      | 17 | Matt McKay         |     | 71' |
| RF                      | 16 | Nathan Burns       | 29' | 71' |
| CF                      | 9  | Tomi Juric         |     |     |
| LF                      | 14 | James Troisi       |     | 60' |
| Vào thay người:         |    |                    |     |     |
| MF                      | 7  | Matthew Leckie     |     | 60' |
| FW                      | 4  | Tim Cahill         |     | 71' |
| FW                      | 10 | Robbie Kruse       |     | 71' |
| Huấn luyện viên trưởng: |    |                    |     |     |
| Ange Postecoglou        |    |                    |     |     |

| GK                      | 23 | Kim Jin-Hyeon     |     |     |
| RB                      | 2  | Kim Chang-Soo     | 61' |     |
| CB                      | 5  | Kwak Tae-Hwi      |     |     |
| CB                      | 19 | Kim Young-Gwon    |     |     |
| LB                      | 3  | Kim Jin-Su        |     |     |
| CM                      | 6  | Park Joo-Ho       |     | 41' |
| CM                      | 16 | Ki Sung-Yueng (c) |     |     |
| RW                      | 12 | Han Kyo-Won       | 57' | 76' |
| AM                      | 13 | Koo Ja-Cheol      |     | 49' |
| LW                      | 11 | Lee Keun-Ho       |     |     |
| CF                      | 18 | Lee Jung-Hyup     |     |     |
| Vào thay người:         |    |                   |     |     |
| MF                      | 7  | Son Heung-Min     |     | 39' |
| MF                      | 14 | Han Kook-Young    |     | 41' |
| DF                      | 20 | Jang Hyun-Soo     |     | 76' |
| Huấn luyện viên trưởng: |    |                   |     |     |
| Uli Stielike            |    |                   |     |     |

| Cầu thủ xuất sắc nhất trận: Ki Sung-Yueng (Hàn Quốc) Trợ lý trọng tài: Yaser Tulefat (Bahrain) Ebrahim Saleh (Bahrain) Trọng tài bàn: Muhammad Taqi Al-Jaafari (Singapore) Trọng tài giám sát: Jeffrey Goh (Singapore) |

### Oman v Kuwait
| Oman           | 1–0      | Kuwait |
| -------------- | -------- | ------ |
| Al-Muqbali 69' | Chi tiết |        |

| Oman | Kuwait |

| GK                      | 1  | Ali Al-Habsi (c)          |     |       |
| RB                      | 15 | Ali Salim Al-Nahar        |     |       |
| CB                      | 13 | Abdul Salam Al-Mukhaini   | 66' |       |
| CB                      | 3  | Jaber Al-Owaisi           |     |       |
| LB                      | 16 | Ali Al-Busaidi            |     |       |
| CM                      | 12 | Ahmed Mubarak Al Mahaijri |     |       |
| CM                      | 8  | Eid Al-Farsi              |     |       |
| RW                      | 6  | Raed Ibrahim Saleh        |     | 90+2' |
| AM                      | 23 | Said Al-Ruzaiqi           |     | 58'   |
| LW                      | 10 | Qasim Said                |     | 82'   |
| CF                      | 9  | Abdulaziz Al-Muqbali      |     |       |
| Vào thay người:         |    |                           |     |       |
| FW                      | 7  | Mohammed Al-Siyabi        |     | 58'   |
| MF                      | 4  | Ali Al-Jabri              |     | 82'   |
| DF                      | 5  | Nasser Al-Shimli          |     | 90+2' |
| Huấn luyện viên trưởng: |    |                           |     |       |
| Paul Le Guen            |    |                           |     |       |

| GK                      | 22 | Nawaf Al Khaldi (c)   |     |     |
| RB                      | 2  | Amer Al Fadhel        |     |     |
| CB                      | 5  | Fahed Al Hajri        |     |     |
| CB                      | 13 | Musaed Neda           |     |     |
| LB                      | 3  | Fahad Awadh           |     |     |
| RM                      | 9  | Abdullah Al Buraiki   |     |     |
| CM                      | 11 | Fahad Al Ansari       | 23' | 73' |
| LM                      | 21 | Ali Maqseed           |     |     |
| AM                      | 16 | Faisal Zaid           |     | 68' |
| AM                      | 10 | Abdulaziz Al Misha'an | 60' | 74' |
| CF                      | 20 | Yousef Nasser         |     |     |
| Vào thay người:         |    |                       |     |     |
| FW                      | 17 | Bader Al Mutawa       |     | 68' |
| MF                      | 14 | Talal Al Amer         |     | 73' |
| FW                      | 15 | Faisal Al Enezi       |     | 74' |
| Huấn huyện viên trưởng: |    |                       |     |     |
| Nabil Maâloul           |    |                       |     |     |

| Cầu thủ xuất sắc nhất trận: Abdulaziz Al-Muqbali (Oman) Trợ lý trọng tài: Badr Al-Shumrani (Ả Rập Xê Út) Abdulla Al Shalwai (Ả Rập Xê Út) Trọng tài bàn: Yamamoto Yudai (Nhật Bản) Trọng tài giám sát Azman Ismail (Malaysia) |